# Powrót do Montauk
Powrót do Montauk (niem. Rückkehr nach Montauk) – niemiecki dramat filmowy z 2017 roku w reżyserii Volkera Schlöndorffa, zrealizowany na podstawie powieści Montauk z 1975 roku autorstwa szwajcarskiego pisarza Maxa Frischa. Wyprodukowany został przez wytwórnię Wild Bunch. Główne role w filmie zagrali Stellan Skarsgård, Nina Hoss i Niels Arestrup.
Premiera filmu odbyła się 15 lutego 2017 roku w konkursie głównym na 67. MFF w Berlinie. Trzy miesiące później, 11 maja 2017, obraz trafił do kin na terenie Niemiec. Na ekrany polskich kin film trafił 29 grudnia 2017 roku.

## Fabuła
Pisarz Max Zorn (Stellan Skarsgård) przyjeżdża z Berlina do Nowego Jorku, aby promować nową, częściowo autobiograficzną powieść. Mężczyzna – żonaty z Clarą – ma też inny cel podróży. Max chce się spotkać z dawną miłością, Rebeccą (Nina Hoss). Kiedy zjawia się w jej domu, prawniczka nie jest zachwycona. Wkrótce kobieta zaprasza Maxa na wycieczkę do nadmorskiego Montauk, gdzie kiedyś jeździli razem. Okazuje się, że Zorn ma problemy z odróżnianiem faktów przeszłości od fikcji, którą sam stworzył. Rozdarty między dwiema różnymi jak ogień i woda kobietami musi stawić czoło rzeczywistości.

## Obsada
- Stellan Skarsgård jako Max Zorn
- Nina Hoss jako Rebecca
- Niels Arestrup jako Walter
- Susanne Wolff jako Clara
- Bronagh Gallagher jako Rachel
- Robert Seeliger jako Jonathan
- Isioma Laborde-Edozien jako Lindsey
- Paul Bonin jako Wally

## Produkcja
Zdjęcia do filmu kręcono w Berlinie, Nowym Jorku i Montauk.

## Odbiór
Film Powrót do Montauk spotkał się z mieszaną reakcją krytyków. Agregujący recenzje filmowe serwis Rotten Tomatoes, w oparciu o jedenaście omówień, okazał obrazowi 55-procentowe wsparcie (średnia ocena wyniosła 6,4 na 10).

### Nagrody i nominacje
| Rok  | Miejsce                                        | Nagroda          | Kategoria                  | Odbiorcy i nominowani | Wynik     |
| ---- | ---------------------------------------------- | ---------------- | -------------------------- | --------------------- | --------- |
| 2017 | 67. Międzynarodowy Festiwal Filmowy w Berlinie | Złoty Niedźwiedź | Udział w konkursie głównym | Volker Schlöndorff    | nominacja |